# كأس لبنان 2007–08
كأس لبنان 2007–08 أو كأس الاتحاد اللبناني لكرة القدم 2007–08 هو الدورة السادسة والثلاثين للكأس الوطني لكرة القدم اللبنانية. فاز بالكأس نادى المبرة على منافسه نادى الصفاء بهدفين مقابل هدف واحد.
حصل الفائزون بالكأس على الحق في المشاركة في كأس الاتحاد الآسيوي 2009.

## خلفية تاريخية
تنظم بطولة كأس الاتحاد اللبناني سنويا عقدت النسخة الأولى في عام 1938 وفاز بها نادى النهضة. نادي الأنصار هو الأكثر تتويجًا في المسابقة حيث فاز في 14 بطولة يليه نادى النجمة وفاز بستة ألقاب. وقد خاض نادى الأنصار أيضًا أكبر عدد من النهائيات برصيد 17نهائى يليه نادى النجمة بـ 13 نهائى.
بالإضافة إلى الفوز بالكأس يتأهل الفريق الفائز إلى كأس الاتحاد الآسيوي. إذا كان الفائزون قد تأهلوا بالفعل إلى كأس الاتحاد الآسيوي عبر دوري كرة القدم اللبناني أو لا يحق لهم اللعب في مسابقات الاتحاد الآسيوي لأي سبب من الأسباب ينتقلتصنيفه إلى المركز الأعلى التالي في جدول الدوري.
هناك ما مجموعه ست جولات في المسابقة. تبدأ المسابقة في أكتوبر بالدور الأول وتنافس عليها فقط 16 ناديًا: جميع أندية الدرجة الثانية اللبنانية الـ 12 وأربعة أندية لبنانية من الدرجة الثالثة. يستمر الفائزون الثمانية في الجولة الأولى في لعب الدور الثاني في نوفمبر، حيث يتأهل الفائزون الأربعة في الجولة الثانية إلى دور 16. في هذه المرحلة التي لعبت في يناير دخلت جميع فرق كرة القدم اللبنانية الحالية الـ 12 وبذلك يصل المجموع إلى 16 فريق. بين أبريل ومايو، يتم التنازع على ربع النهائي ونصف النهائي، حيث يتم التنافس على النهائي في استاد مدينة كميل شمعون الرياضية في مايو.

## مرحلة ما قبل التصفيات

### الجولة الأولى
| تاريخ          | الفريق المضيف  | الأهداف | الفريق الضيف   |
| -------------- | -------------- | ------- | -------------- |
| 20 أكتوبر 2007 | شمس بعلبك      | 3-0     | مارين طرابلس   |
| 20 أكتوبر 2007 | التضامن بيروت  | 2-0     | جهاد حي السلام |
| 20 أكتوبر 2007 | الوحدة مرجعيون | 6-4     | جامشيت معارك   |
| 21 أكتوبر 2007 | شباب العربي    | 4-0     | وفاء القبير    |
| 21 أكتوبر 2007 | الزمالك بيروت  | 1-2     | التضامن الهرمل |
| 21 أكتوبر 2007 | النصر صالح     | 1-4     | نادي غير معروف |

### جولة نصف النهائى
| تاريخ                              | الفريق المضيف | الأهداف | الفريق الضيف   |
| ---------------------------------- | ------------- | ------- | -------------- |
| 26 أكتوبر 2007                     | شمس بعلبك     | 6-1     | الوحدة مرجعيون |
| 26 أكتوبر 2007                     | شباب العربي   | 3-0     | نادي غير معروف |
| تضامن الهرمل والتضامن استقبل بيروت |               |         |                |

### الجولة النهائية
| تاريخ          | الفريق المضيف | الأهداف | الفريق الضيف   |
| -------------- | ------------- | ------- | -------------- |
| 27 أكتوبر 2007 | التضامن بيروت | 7-0     | التضامن الهرمل |
| 31 أكتوبر 2007 | شمس بعلبك     | 2-1     | شباب العربي    |

## مرحلة التصفيات

### الدور نصف النهائي
| تاريخ          | الفريق المضيف       | الأهداف   | الفريق الضيف        |
| -------------- | ------------------- | --------- | ------------------- |
| 19 نوفمبر 2007 | مودة طرابلس         | 0-1       | البرج               |
| 20 نوفمبر 2007 | السلام زغرتا        | 14-1      | المحبة طرابلس       |
| 21 نوفمبر 2007 | شمس بعلبك           | 0-2       | الريان              |
| 21 نوفمبر 2007 | اخاء عاليه          | 2-0       | الاهلي النبطية      |
| 27 نوفمبر 2007 | نادي الهومنمن بيروت | 4-3       | طرابلس              |
| 27 نوفمبر 2007 | العسلا              | 1-2       | رياض العباسية       |
| 28 نوفمبر 2007 | نهضة .              | 4-2       | نادي الهومنمن بيروت |
| 28 نوفمبر 2007 | شباب الغازية        | 2-3 (بعد) | التضامن بيروت       |

### الجولة النهائية
| تاريخ          | الفريق المضيف | الأهداف | الفريق الضيف        |
| -------------- | ------------- | ------- | ------------------- |
| 14 ديسمبر 2007 | التضامن بيروت | 2-0     | الريان              |
| 14 ديسمبر 2007 | البرج         | 0-2     | نادي الهومنمن بيروت |
| 15 ديسمبر 2007 | نهضة .        | 3-2     | رياض العباسية       |
| [17 ديسمبر]    | سلام زغرتا    | 2-3     | الأخاء الأهلي عاليه |

## جولات النهائيات

### الجولة 16
| تاريخ          | الفريق المضيف   | الأهداف         | الفريق الضيف        |
| -------------- | --------------- | --------------- | ------------------- |
| 18 يناير 2008  | الاهلي صيدا     | 2-0             | الأخاء الأهلي عاليه |
| 19 يناير 2008  | نادي الارشاد    | 2-1             | نادي الهومنمن بيروت |
| 20 يناير 2008  | الحكمة اللبناني | 0-2             | طرابلس              |
| 30 يناير 2008  | الأنصار         | 4-1             | التضامن بيروت       |
| 31 يناير 2008  | المبرة          | 1-0             | التضامن صور         |
| 31 يناير 2008  | النجمة          | 0-1             | شباب الساحل         |
| 31 يناير 2008  | راسينغ بيروت    | 1-1 (4-3 قلم. ) | نادي العهد          |
| 13 فبراير 2008 | النهضة بر إلياس | 1-8             | صفاء                |

### الدور ربع النهائي
| تاريخ          | الفريق المضيف | الأهداف                         | الفريق الضيف |
| -------------- | ------------- | ------------------------------- | ------------ |
| 13 فبراير 2008 | الاهلي صيدا   | 0-1                             | آل المبرة    |
| 13 فبراير 2008 | طرابلس        | 1-2                             | راسينغ بيروت |
| 13 فبراير 2008 | الأنصار       | 1-1 (3-4 بركلات جزاء ترجيحية. ) | نادي الارشاد |
| 20 فبراير 2008 | نادى الصفاء   | 1-1 (4-2 بركلات جزاء ترجيحية. ) | شباب الساحل  |

### نصف النهائيات
| تاريخ         | الفريق المضيف | الأهداف | الفريق الضيف   |
| ------------- | ------------- | ------- | -------------- |
| 29 يونيو 2008 | نادى المبرة   | 3-0     | نادي الارشاد   |
| 29 يونيو 2008 | نادى الصفاء   | 1-0     | الراسينغ بيروت |

### النهائي
عقدت المباراة النهائية في 3 يوليو 2008 على ملعب مدينة كميل شمعون الرياضية بين نادى المبرة و نادى الصفاء وانتهت المبارة لصالح نادى المبرة بعد أن أحرز هدفين مقابل هدف واحد.

## روابط خارجية
- الكؤوس اللبنانية
- موسم 2008 في لبنان